# Rhabdocoma brevicauda
Rhabdocoma brevicauda är en rundmaskart som beskrevs av Stekhoven 1950. Rhabdocoma brevicauda ingår i släktet Rhabdocoma och familjen Trefusiidae. Inga underarter finns listade i Catalogue of Life.